# Villard-Notre-Dame
Villard-Notre-Dame település Franciaországban, Isère megyében. Lakosainak száma 26 fő (2022. január 1.). Villard-Notre-Dame Le Bourg-d’Oisans, Villard-Reymond és Chantepérier községekkel határos.

## Népesség
A település népessége az elmúlt években az alábbi módon változott:
| Lakosok száma | 12   | 20   | 26   | 32   | 26   | 26   | 27   | 28   | 28   | 26   |
|               | 1968 | 1982 | 1990 | 2006 | 2013 | 2015 | 2017 | 2019 | 2020 | 2022 |